# 城島茂
城島 茂（じょうしま しげる、1970年〈昭和45年〉11月17日 - ）は、日本の実業家、タレント、音楽家、アイドル、俳優、司会者、ギタリスト、ニュースキャスター、バンド形態の男性アイドルグループ・TOKIOの元メンバーで、ギター、コーラス（主に高音）、およびリーダーを務めた。
株式会社TOKIO所属で、同事務所の代表取締役社長。所属レコード会社はストームレーベルズ。身長170cm。血液型O型。愛称は「城島リーダー」や「老犬」。妻はタレントで元グラビアアイドルの菊池梨沙。

## 略歴
奈良県立奈良商業高等学校在学中の1986年7月7日、ジャニーズ事務所に入所。
入所後は平家派に所属。単独では光GENJI、男闘呼組、SMAP等とドラマ、バラエティ番組などで数多くの行動を共にする。
1988年、『あぶない少年III』でドラマデビュー。
1989年、『アイドル共和国』内で、平家派の山口達也らと共に「城島茂バンド（通称：ジョーバンド）」を結成。
1990年、国分太一、松岡昌宏と共にTOKIOを結成しリーダーに就任。その後小島啓を加え、1994年小島に代わり長瀬智也が加入したことで、現在のTOKIOが完成する。同年9月21日、『LOVE YOU ONLY』でCDデビュー。
2002年、『演技者。 黒いハンカチーフ』で初主演。
2014年5月18日、『行列のできる法律相談所』にて、24時間テレビ37のマラソンランナーに選ばれ、時間内に完走を遂げた。TOKIOから選出は山口達也以来、17年ぶり。
2019年9月28日、25歳年下のタレントで元グラビアアイドルの菊池梨沙との結婚をファンクラブ会員サイトで発表。司会を務める『週刊ニュースリーダー』（テレビ朝日）の同日の生放送の中で報告し、菊池が妊娠していることも明らかにした。当時としてはジャニーズ事務所の最年長婚といわれていた。2020年2月中旬に妻・菊池との間に第1子男児が誕生したことを同年3月4日に明らかにした。
2021年、『サムライカアサン』にて連続ドラマ初主演。

## 人物
千葉県市原市生まれ（生後数か月間居住）、京都府、神奈川県、鹿児島県（父親の出身地）、大阪府、奈良県大和郡山市育ち。一人っ子である。小学3年生のときに両親が離婚し、母子家庭で育つ。父親が詐欺で逮捕され3度服役、城島は中学校まで不登校を繰り返す生活という境遇を送っていた。
中学3年の時、テレビで少年隊が「仮面舞踏会」を歌っているのを見て「今の生活を脱したい。芸能界に入れば変わることが出来る」という這い上がりたい思いから芸能界入りを決意した。
山口達也との出会いは、光GENJIのクリスマスコンサートのリハーサルにて。ジャニー社長から「この子ベース出来るよ」と城島に紹介したことがきっかけである。
TOKIOのリーダーになったキッカケは、TOKIOが結成して間もない頃にちょっとしたことでケンカになり、それを見た植草克秀が「リーダーが居ないから喧嘩になる。リーダーを決めろ」と言われ、ジャンケンで決まった。「メンバーをまとめるリーダーではなく“リーダー”というアダ名」だと他のメンバーが語っている。
音楽活動以外では、主にバラエティ番組での活動が多い。『ミュージックステーションスーパーライブ』では、司会であるタモリのものまね（いわゆる「城島タモリ」）を披露するのが定番となっていた。バラエティとは逆にドラマ出演は多くはないが、2006年の『芋たこなんきん』ではヒロインの父親役でレギュラー出演を果たしている。
ダジャレを好んで使う。「テレビを見ているどこかの家族のクロストークを始めてくれればいい」という思いからダジャレにこだわりを持っている。
『ザ!鉄腕!DASH!!』の番組内において農業を主に20年近く培ったキャリアから、政府の農福連携等推進会議に有識者として出席した。同番組において出席率の最も高い城島が一番経験を積んでおり、当人もプライベートで日本農業新聞を愛読していた事もあり自他共に納得のいく抜擢であった。
ミル・マスカラスのファンであり、『行列のできる法律相談所』（2014年8月31日放送分）で対面した際には、サイン入りマスクを2枚貰い、大いに感激している。
移動式クレーン運転士免許を所持している。また、車両系建設機械運転者の資格の区分の内、車両系建設機械（整地・運搬・積込み用及び掘削用）運転技能講習を修了しており、『ザ!鉄腕!DASH!!』でその腕前を披露したこともある。
独身時代はメンバーや共演者から度々その寂しい私生活をいじられており、メンバー（山口・国分）に先越される度に、周囲・ファンから本気で心配されていた。しかし2019年に妻帯者となる。なお、25歳下の妻である菊池の実母（城島の義母）は自身より年下である。

## 島茂子
島茂子は、城島茂と生年月日・血液型・出身地が同じであり、城島茂と同一人物であると噂されている人物である。しかし真実は定かではなく、本人達は否定している。

### ソロDVDシングル
- 戯言（島茂子名義。作詞も担当） 菖ごころ（『戯言』のカップリング曲。作曲も担当）

## 音楽

### 作詞・作曲を手がけた楽曲
- 今日もいい一日（1999年「鉄腕DASH!」の「ストリートミュージシャン」企画から生まれたインディーズバンド「15minutes」において作られた曲。当時は福岡のCD店で限定発売された。その後アルバム『YESTERDAY & TODAY』の購入者に再編版CDが抽籤で配布された）
- オレンジ色の太陽（アルバム『Graffiti』収録）
城島がボーカルを担当。
- Cool so Rock（アルバム『YESTERDAY & TODAY』収録）
- Baby blue（アルバム『5 AHEAD』収録）
山口がボーカルを担当。
- Midnight Rose（アルバム『glider』収録）
松岡がボーカルを担当。
- 徒然2コード（アルバム『glider』の初回盤AのDISC-2に収録）
- 城島SONG（アルバム『glider』の初回盤AのDISC-2に収録）
- 必要と思われる箇所にピリオドを打て（制限時間4分10秒）（アルバム『ACT II』収録）
- 僕の恋愛事情と台所事情 （初のDVDシングルとしてリリース / アルバム『Harvest』収録）
- 誓い（シングル『太陽と砂漠のバラ/スベキコト』収録）
城島と山口がボーカルを担当。
- PLUS（dowangoより着うた配信限定。後に「見上げた流星」通常盤に再編版を収録）
歌いだしなどボーカルを担当。全体的にもメインにボーカルを担当している。
- More（アルバム『17』収録）
城島がボーカルを担当。グループの楽曲としては初の全編英語詞。
- こころ（アルバム『HEART』収録）

### 作詞を手がけた楽曲
- 時代を（TOKIO）よろしく!（デビューシングルのカップリング / アルバム『TOKIO』収録）
山田ひろしとの共作。
- 36℃（アルバム『5 AHEAD』収録）

#### 作詞・城島茂 / 作曲・国分太一の楽曲
- VALE-TUDO（アルバム『ACT II』収録）
- undid（アルバム『Harvest』収録）
- スベキコト（シングル『太陽と砂漠のバラ/スベキコト』収録）
- 自由な名の下に（アルバム『17』収録）

### 楽曲提供
- 関ジャニ∞「ココロに花」（作詞・作曲、アルバム『8BEAT』収録）[23]

### 参加ユニット
- 平家派
- 城島茂バンド
- TOKIO BAND
- TOKIO
- J-FRIENDS

## 使用ギター
- 408（Paul Reed Smith）- 現在のメインギター
- SNAPPER-S/AS（ESP）
- Les Paul Standard（Gibson）
- Navigator N-LP320CTM（ESP）- THE ALFEEの高見沢俊彦から頂いたという一本
- POTBELLY（ESP）
- MUSICMAN Silhouette（ERNIE BALL）
- 360（Rickenbacker）

## 出演
単独出演のみ。TOKIOも参照。

### テレビドラマ
- あぶない少年III（1988年、テレビ東京） - 黒潮学園・辻堂始発 役
- ゴメンドーかけます（1989年、フジテレビ） - 岡崎耕司 役
- 明日に向かって走れ!（1989年、フジテレビ）
- 渡る世間は鬼ばかり（1993年、TBS）
- おふくろシリーズ おふくろに花束を!（1994年、フジテレビ）
- 寝たふりしてる男たち（1995年、よみうりテレビ） - 伊藤洋一 役
- はぐれ刑事純情派 第8〜11シリーズ（1995〜1998年、テレビ朝日） - 山岡雄作 巡査部長 役[24]
  - はぐれ刑事純情派 新春スペシャル「安浦刑事、九州天草へ飛ぶ!」（1999年、テレビ朝日） - 山岡雄作 巡査部長 役
  - はぐれ刑事純情派 第16シリーズ 第1話「娘の恋人・山岡刑事、殉職す!」（2003年、テレビ朝日） - 山岡雄作 警部補
- 鬼麿斬人剣 天下無双の刀鍛冶 愛と青春の七番勝負！（1995年、テレビ朝日）
- D×D（1997年、日本テレビ） - 城秀樹 役（友情出演）
- 日曜劇場 まかせてダーリン（1998年、TBS）
- 寺内貫太郎一家98秋スペシャル（1998年、TBS）[25]
- 天使のお仕事（1999年、フジテレビ） - 岩田元 役
- 新・俺たちの旅 Ver.1999（1999年、日本テレビ）
- ムコ殿（2001年、フジテレビ）最終話ゲスト（友情出演）
- 演技者。『黒いハンカチーフ』（2002年、フジテレビ） - 主演・日根（ヒルネ先生） 役[26]
- マンハッタンラブストーリー（2003年、TBS）第1話ゲスト（友情出演）
- 劇団演技者。『オートマチック』（2004年、フジテレビ） - 主演・城田 役[27]
- 連続テレビ小説 芋たこなんきん（2006年 - 2007年、NHK総合） - 花岡徳一 役[16]
- 世にも奇妙な物語 2007年秋の特別編「自販機男」（2007年、フジテレビ） - 主演・浜口 役
- 血液型別 オンナが結婚する方法♪ 第四夜「AB型オンナが結婚する方法」（2009年、フジテレビ） - 権田原仁 准教授 役[28]
- 0号室の客 （2009年、2010年、フジテレビ） - 主演・城田 役[29]
- 金曜ナイトドラマ「バーテンダー」 glass 2（2011年02月11日、テレビ朝日） - 清水 役[30]
- パパドル!(2012年、TBS） -  岡島充 役[31]
- トッカン 特別国税徴収官 第3話（2012年7月18日、日本テレビ） - 三井晴彦 役[32]
- スペシャルドラマ「新・奇跡の動物園 旭山動物園物語2015〜命のバトン〜」（2015年4月10日、フジテレビ） - 岡村哲 役[33]
- 家政夫のミタゾノ 第2シリーズ 第4・8話（2018年05月11日・6月8日、テレビ朝日） - 島茂子 役[注 3]
- サムライカアサン（2021年10月 - 12月、日本テレビ） - 主演・伊佐木よい子 役[9]

### バラエティ・情報番組

#### 現在の出演番組
- TOKIO城島 ほのぼの茂→TOKIO城島 らくらく茂→らくらく茂（2021年4月12日 - 、ABCテレビ）[34][35][36]

- リーダーズサーチ 街でウワサの匠さん（2024年4月28日 - 、テレビ朝日）[37]
- ザ!鉄腕!DASH!!（2025年6月29日 - 、日本テレビ）※番組放送開始の1995年11月2日から2025年6月22日まではTOKIOメンバーとして出演していた。

#### 過去の出演番組
- 人気者でいこう!（1997年10月14日 - 1998年3月、ABCテレビ）
- タモリのネタでNIGHTフィーバー!（1997年10月15日 - 1998年3月18日、フジテレビ）
- 愛のエプロン（1999年10月9日 - 2008年3月19日、テレビ朝日）※回によっては一部のメンバーおよび全員出演することもあった。
- (株)城島産業（2000年10月2日 - 2001年3月26日、TBS）
- 探検!ホムンクルス〜脳と体のミステリー〜→脳力探検クイズ!ホムクル（2003年10月11日 - 2004年9月18日、TBS）
- LEADER'S HOW TO BOOK ジョーシマサイト（2008年4月7日 - 2009年9月28日、テレビ朝日）
- 天才をつくる!ガリレオ脳研→ガリレオヒット脳研（2009年11月14日 - 2011年8月13日、テレビ朝日）
- テストの花道→テストの花道 ニューベンゼミ（2010年3月29日 - 2018年3月26日、NHK教育→NHK Eテレ）※2014年4月5日 - 2016年4月2日は過去の再放送。
- 城島茂の週末ナビ ココイコ!（2011年10月1日 - 2012年3月31日、テレビ朝日）
- あさナビ（2012年4月7日 - 2013年9月28日、テレビ朝日）
- 民謡魂 ふるさとの歌（2013年5月4日 - 2024年3月9日、NHK総合）[38]
- みんなの疑問 ニュースなぜ太郎（2013年10月5日 - 2015年3月28日、テレビ朝日）[39]
- 週刊ニュースリーダー（2015年4月4日 - 2024年3月23日、テレビ朝日）[40]
- とれたて笑顔!（2020年10月4日 - 12月27日、TBS）[41]
- 笑点（日本テレビ） - 2013年から2020年までの正月スペシャルでの東西大喜利に、西軍のリーダーとして毎年出演していた。
- 解体キングダム（NHK BSP） - 重機王
  - 難航不落の“城”を攻略せよ!（2020年4月18日）[42][43]
  - 築400年の古刹を解体せよ（2021年1月30日）[44][45]
  - 街のシンボルを解体せよ（2021年5月1日）[46]
  - 都心の超難敵を解体せよ（2021年10月15日）[47]
  - 謎の巨大建造物を解体せよ!（2022年2月19日）[48]
  - 京都 祇園のシンボルを解体せよ（2022年3月5日）[49]
  - 高度経済成長期の難敵を解体せよ!（2022年5月7日 / 2022年8月9日、NHK総合）[50]
  - 超巨大建造物を解体せよ!（2022年9月3日）[51]
- とれたてハッピー（2021年10月1日 - 12月25日、TBS）[52]
- 社長・城島茂と学ぶ事業承継〜その企業の熱意と決意〜（BSフジ）
  - 2021年度放送回（2021年10月10日 - 2022年2月13日（月1回、全5回））[53][54]
  - 2022年度放送回（2022年8月13日 - 2023年3月18日（全4回））[55]

### ラジオ

#### 現在の出演番組
- アッパレやってまーす!（2014年4月 - 、MBSラジオ）[注 4]

#### 過去の出演番組
- 城島茂のTOKIO CLUB（1992年4月 - 2005年3月、TBSラジオ）
- オレたちやってま〜す（1997年10月 - 2003年3月、MBSラジオ）
- YOUNG PARK（2003年10月 - 2005年9月、MBSラジオ）
- 城島茂のどっち派?!（2005年4月8日 - 2010年4月2日、TBSラジオ）
- ゴチャ・まぜっ!月曜日（2005年10月 - 2014年3月、MBSラジオ）

### CM
- コナミ「ファミコンミニ がんばれゴエモン!からくり道中（2003年） - 設定はロケバスの中で城島ががんばれゴエモン!からくり道中をプレイするという内容。しかし何故かロケバスの外に中を覗き込むような動きをする謎の人物が映り込んでおり、しばしば心霊番組で取り上げられている。
- P&G「プリングルズ」
- ごはん食推進委員会 - 山口達也と共演
- ライオン「チャーミーリブ」
- 日清オイリオグループ「ヘルシーリセッタ」 - 山口達也と共演
- 日本コカ・コーラ「一 (緑茶飲料)（はじめ）」 - 山口達也と共演
- 日本ミルクコミュニティ（現：雪印メグミルク）「メグミルク」
- ミツカン「金のごまだれ」（2015年）
- 白鶴酒造「白鶴まる」（2015年）
- ELEX Technology Holdings「クラッシュ オブ キングス」（2015年） - あき竹城と共演
- 政府広報（2019年）
- アートネイチャー「マープ」（2021年 - ）

### 舞台
- 聖闘士星矢（1991年8月、青山劇場）
- GOLDEN BOY（1992年5月 - 6月、青山劇場/愛知厚生年金会館/大阪メルパルクホール）
- 恋風〜昭和ブギウギ物語（1993年9月 - 10月、芸術座） - 矢沢誠二 役
- 戦後50周年特別公演「火垂るの墓」（1995年10月 - 11月、東京芸術劇場中ホール/愛知厚生年金会館/石川県文教会館/大阪ドラマシティ） - 主演・寺田清太 役
- 6月のビターオレンジ（2011年6月 - 7月、東京グローブ座/森ノ宮ピロティホール）[56]

### その他
- NHK教育テレビジョン放送開始50周年・ETV50応援団長（2009年）
- 炎の転校生REBORN（2017年11月10日、NETFLIX） - 謎の青年 役
- 映画 胸が鳴るのは君のせい（2021年6月4日公開、東映） - 風紀担当教師 中村役[57]

## 連載
- 毎日新聞コラム「出会いに感謝」（2014年4月7日 - 、毎日新聞社） - 不定期[58]

## 書籍
- 美男の国から（2000年1月20日、マガジンハウス、ISBN 978-4838712168）
- ココロの日曜日 がんばる人へ（2011年8月6日、角川グループパブリッシング、ISBN 978-4048954327）
- ココロの日曜日 仕事と生きる道（2011年10月10日、角川グループパブリッシング、ISBN 978-4048954389）
- ココロの日曜日 愛について（2011年12月13日、角川グループパブリッシング、ISBN 978-4048954426）